# Brankovci
Brankovci (cyr. Бранковци) – wieś w Serbii, w okręgu pczyńskim, w gminie Bosilegrad. W 2011 roku liczyła 77 mieszkańców.